# Medal of Honor
Medal of Honor (svenska: amerikanska hedersmedaljen) är den främsta militära utmärkelsen som USA:s federala statsmakt delar ut till sina soldater för hjältemod och tapperhet i strid. Medaljen delas ut av USA:s president i kongressens namn. Kriterierna för att erhålla medaljen i modern tid är svåra att uppfylla och efter Vietnamkriget har medaljen i regel tilldelats postumt, med undantag av Salvatore Giunta under 2010, Dakota Meyer 2011, samt Kyle Carpenter som fick medaljen i juni 2014. 
En omfattande beredningsprocess som kan ta flera år föregår varje utdelande och det krävs tillstyrkan från försvarsministern, berörd försvarsgrensminister (dvs. arméministern, marinministern, flygvapenministern eller inrikessäkerhetsministern), försvarschefen, samt berörd militärbefälhavare.

## Historik
Medal of Honor leder sitt ursprung till 1782, då general George Washington instiftade föregångaren Badge of Military Merit. Den nuvarande medaljen instiftades år 1862 under det amerikanska inbördeskriget och var fram till 1900-talets början den enda militära utmärkelsen i USA. Före 1917 delades medaljen ut till förtjänta civila, men med en skärpning av kriterierna gjordes även en revision av tidigare mottagare och 911 namn ströks och då levande mottagare anmodades att återlämna sina medaljer. År 1989 återställdes fem av dessa civila utmärkelser, eftersom de erhållits under statsanställning i krig. En av dessa var Buffalo Bill.

## Lagskydd
Medaljen har ett betydande symbolvärde i USA och dess insignier får inte, till skillnad från alla andra amerikanska militära utmärkelser, vare sig köpas eller säljas i USA utan vederbörligt tillstånd.

## Svenska och svenskfödda mottagare
| Namn                       | Födelseplats          | Grad                         | Vapen gren | Plats                            | Tilldelnings Datum          | Kommentar                                             |
| -------------------------- | --------------------- | ---------------------------- | ---------- | -------------------------------- | --------------------------- | ----------------------------------------------------- |
| Amerikanska inbördeskriget |                       |                              |            |                                  |                             |                                                       |
| Charles A. Read            | Sverige 1837          | Coxswain                     | Flottan    | Ombord USS Kearsarge             | 19 juni 1864                | Född Johan A. Linderoth                               |
| Oloff Smith                | Sverige 1833          | Coxswain                     | Flottan    | Mobile Bay, Alabama              | 5 aug1864                   |                                                       |
| John Swanson               | Sverige 1842          | Seaman                       | Flottan    | Fort Fisher, North Carolina      | 15 jan 1865                 | Född Jacob Johnson                                    |
| Ernest von Vegesack        | Hemse, 18 juni 1820   | Major                        | Armén      | Gaines's Mill, Virginia          | 27 juni 1862                | Även tilldelad svenska medaljen För tapperhet i Fält. |
| Indiankrigen               |                       |                              |            |                                  |                             |                                                       |
| Frederick Bergendahl       | Göteborg, 26 feb 1858 | Private                      | Armén      | Staked Plains, Texas             | 8 dec 1874                  |                                                       |
| Theodore Ragnar            |                       | 1:e Sergeant                 | Armén      | White Clay Creek, South Dakota   | 30 dec 1890                 |                                                       |
| Spansk-amerikanska kriget  |                       |                              |            |                                  |                             |                                                       |
| John P. Johanson           | Sverige 22 jan 1865   | Seaman                       | Flottan    | Cienfuegos, Kuba                 | 11 maj 1898                 |                                                       |
| Johan J. Johansson         | Sverige 12 maj 1870   | Ordinary Seaman              | Flottan    | Cienfuegos, Kuba                 | 11 maj 1898                 |                                                       |
| Gustav A. Sundquist        | Sverige 4 juni 1879   | Ordinary Seaman              | Flottan    | Cienfuegos, Kuba                 | 11 maj 1898                 |                                                       |
| Boxarupproret              |                       |                              |            |                                  |                             |                                                       |
| John O. Dahlgren           | Kalmar, 14 sept 1872  | Corporal                     | Marinkåren | Peking, Kina                     | 20 juni 1900 – 16 juli 1900 |                                                       |
| Andra världskriget         |                       |                              |            |                                  |                             |                                                       |
| Eric G. Gibson             | Nysund, 3 okt 1919    | Technician Fifth Grade       | Armén      | Isola Bella, Italien             | 28 jan 1944                 |                                                       |
| Utdelningar i fredstid     |                       |                              |            |                                  |                             |                                                       |
| William Anderson           | Sverige 1852          | Coxswain                     | Flottan    | Ombord USS Powhatan              | 28 juni 1878                |                                                       |
| Ernest H. Bjorkman         | Malmö, 18 dec 1881    | Ordinary Seaman              | Flottan    | Block Island, Rhode Island       | 21 jan 1903                 |                                                       |
| Luovi Halling              | Stockholm, 7 aug 1867 | Boatswain's Mate First Class | Flottan    | Martha's Vineyard, Massachusetts | 15 sept 1904                |                                                       |
| Isadore Nordstrom          | Göteborg, 24 maj 1876 | Chief Boatswain's Mate       | Flottan    | Ombord USS Kearsarge             | 13 april 1906               |                                                       |

## Kända mottagare
- William "Buffalo Bill" Cody
- Jimmy Doolittle
- Bob Kerrey
- Audie Murphy
- Douglas MacArthur